# Team 3M
L'equip Team 3M (codi UCI: MMM) va ser un equip ciclista belga, de ciclisme en ruta amb categoria continental.

## Principals resultats
- Circuit del País de Waes: Geert van der Weijst (2015)

### A les grans voltes
- Giro d'Itàlia
  - 0 participacions

- Tour de França
  - 0 participacions

- Volta a Espanya
  - 0 participacions

## Composició de l'equip
| \| Llista de l'equip 2016 \| Llista de l'equip 2016 \| Llista de l'equip 2016 \| Llista de l'equip 2016 \| \| Ciclista \| Data de naixement \| Equip previ \| \| \| --------------------------------------- \| ---------------------- \| --------------------------------------- \| ---------------------- \| \| Edwig Cammaerts \| 17 de juliol de 1987 \| Veranclassic-Ekoï (2015) \| \| \| Jaap de Man \| 28 de març de 1993 \| \| \| \| Gertjan De Vos \| 7 de agost de 1991 \| \| \| \| Martijn Degreve \| 14 de abril de 1993 \| \| \| \| Laurent Évrard \| 22 de setembre de 1990 \| Wallonie-Bruxelles (2015) \| \| \| Jelle Goderis \| 24 de març de 1991 \| \| \| \| Piotr Havik \| 7 de juliol de 1994 \| Rabobank Development (2015) \| \| \| Yoeri Havik \| 19 de febrer de 1991 \| SEG Racing (2015) \| \| \| Dick Janssen \| 1 de agost de 1994 \| \| \| \| Jimmy Janssens \| 30 de maig de 1989 \| \| \| \| Jérôme Kerf \| 1 de setembre de 1993 \| Verandas Willems (2015) \| \| \| Bob Schoonbroodt \| 12 de febrer de 1991 \| Parkhotel Valkenburg Continental (2015) \| \| \| Christophe Sleurs \| 25 de juny de 1990 \| \| \| \| Ricardo van Dongen \| 18 de juny de 1994 \| SEG Racing (2015) \| \| \| Melvin van Zijl \| 10 de desembre de 1991 \| \| \| \| Emiel Vermeulen \| 16 de febrer de 1993 \| EFC-Omega Pharma-Quick Step (2013) \| \| \| Michael Vingerling \| 28 de juny de 1990 \| Koga (2012) \| \| \| Kenny Willems \| 27 de octubre de 1993 \| \| \| \| \| \| \| \| \| Fonts: ProCyclingStats Cycling Archives \| \| \| \| |                        |                                         |  |
| Llista de l'equip 2016 |                        |                                         |  |
| Ciclista | Data de naixement      | Equip previ                             |  |
| Edwig Cammaerts | 17 de juliol de 1987   | Veranclassic-Ekoï (2015)                |  |
| Jaap de Man | 28 de març de 1993     |                                         |  |
| Gertjan De Vos | 7 de agost de 1991     |                                         |  |
| Martijn Degreve | 14 de abril de 1993    |                                         |  |
| Laurent Évrard | 22 de setembre de 1990 | Wallonie-Bruxelles (2015)               |  |
| Jelle Goderis | 24 de març de 1991     |                                         |  |
| Piotr Havik | 7 de juliol de 1994    | Rabobank Development (2015)             |  |
| Yoeri Havik | 19 de febrer de 1991   | SEG Racing (2015)                       |  |
| Dick Janssen | 1 de agost de 1994     |                                         |  |
| Jimmy Janssens | 30 de maig de 1989     |                                         |  |
| Jérôme Kerf | 1 de setembre de 1993  | Verandas Willems (2015)                 |  |
| Bob Schoonbroodt | 12 de febrer de 1991   | Parkhotel Valkenburg Continental (2015) |  |
| Christophe Sleurs | 25 de juny de 1990     |                                         |  |
| Ricardo van Dongen | 18 de juny de 1994     | SEG Racing (2015)                       |  |
| Melvin van Zijl | 10 de desembre de 1991 |                                         |  |
| Emiel Vermeulen | 16 de febrer de 1993   | EFC-Omega Pharma-Quick Step (2013)      |  |
| Michael Vingerling | 28 de juny de 1990     | Koga (2012)                             |  |
| Kenny Willems | 27 de octubre de 1993  |                                         |  |
| |                        |                                         |  |
| Fonts: ProCyclingStats Cycling Archives |                        |                                         |  |

## Classificacions UCI

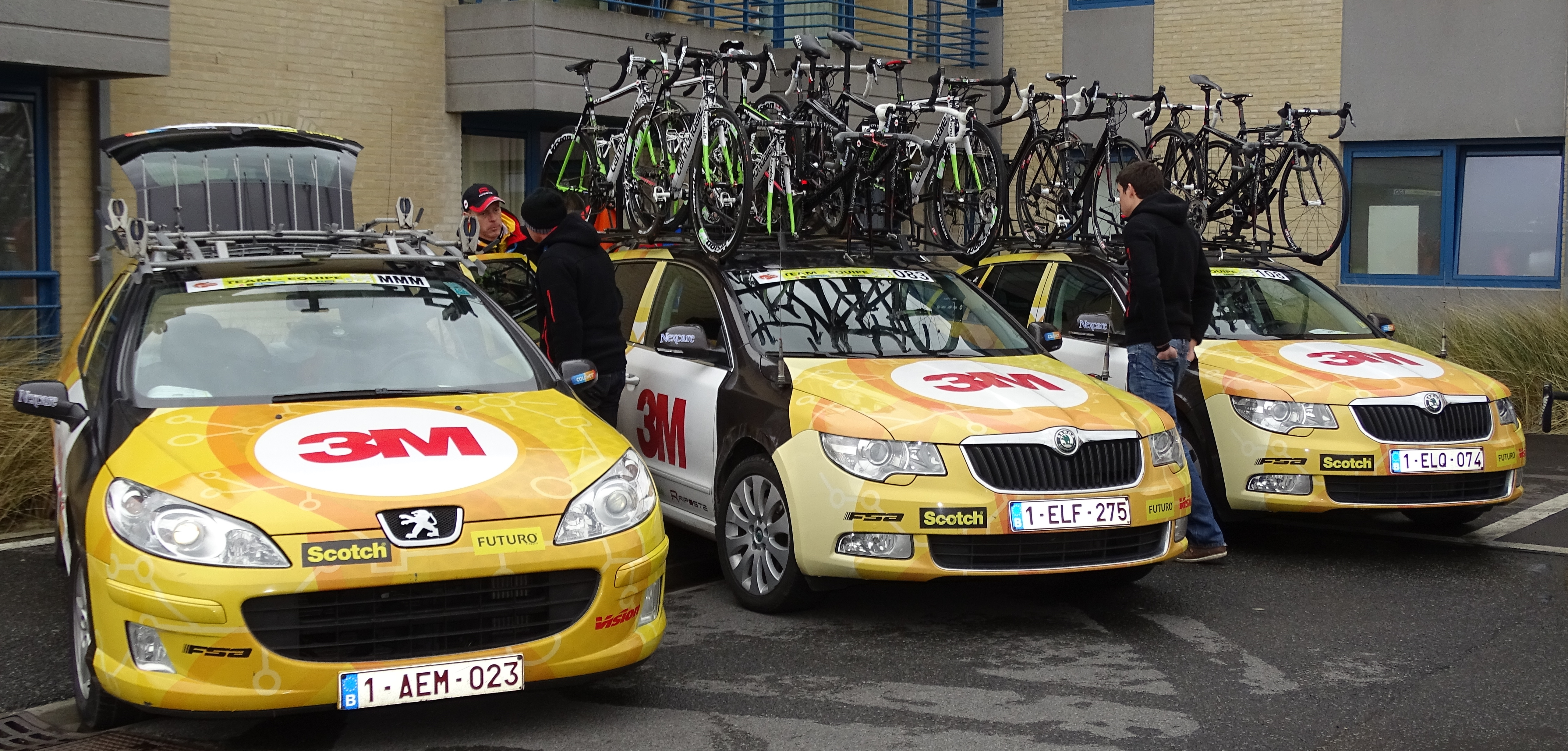
Vehicles de suport al 2015

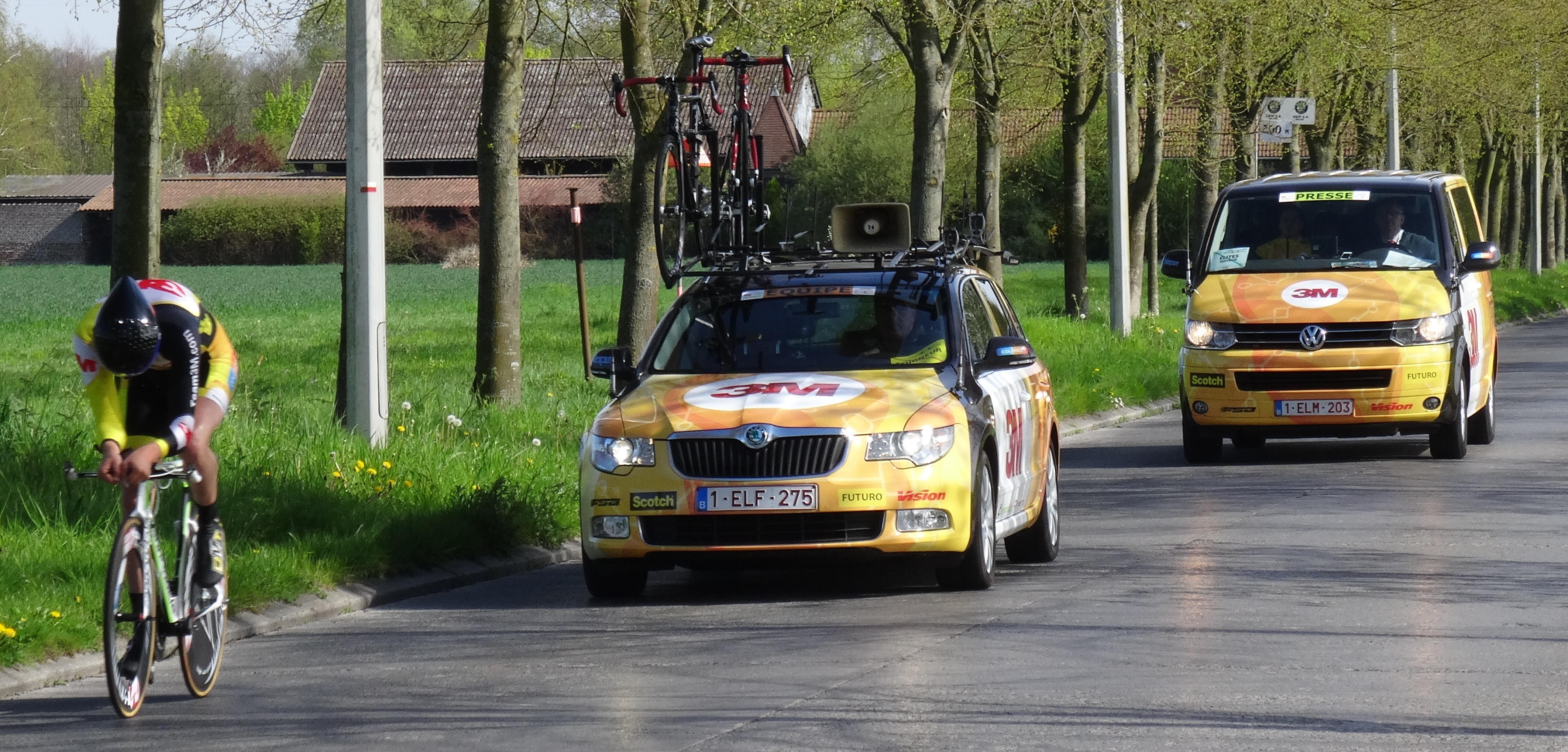
Triptyque des Monts et Châteaux de 2014

L'equip participa en els Circuits continentals de ciclisme. La següent classificació estableix la posició de l'equip en finalitzar la temporada.
UCI Europa Tour
| Temporada | Classificació per equips | Millor ciclista en la classificació individual |
| --------- | ------------------------ | ---------------------------------------------- |
| 2013      | 59è                      | Wouter Wippert (111è)                          |
| 2014      | 65è                      | Michael Vingerling (239è)                      |
| 2015      | 78è                      | Nicolas Vereecken (348è)                       |
| 2016      | 68è                      | Emiel Vermeulen (436è)                         |